# Oophaga lehmanni
Oophaga lehmanni es una especie de rana veneno de dardo; es endémica de Colombia, en las vertientes de poniente de la Cordillera Occidental en Valle del Cauca y en Chocó.
Mide 3,5cm, su hábitat natural se conforma de bosque húmedo submontano subtropical o tropical. Cría en las bromeliáceas.
La especie está amenazada por destrucción de hábitat, porque la usan para investigación farmacéutica y como mascota exótica.